# Оскар (кинопремия, 1940)
12-я церемония награждения кинопремии «Оскар» состоялась 29 февраля 1940 года в отеле «Ambassador Hotel» в Лос-Анджелесе.
Лауреатом награды за «Лучший фильм» стала картина Виктора Флеминга «Унесённые ветром», которая впоследствии была признана одним из величайших фильмов в истории мирового кинематографа. Фильм также стал лауреатом большего числа премий «Оскар» в году (8), включая награды в номинациях «Лучший режиссёр», «Лучшая женская роль», «Лучшая женская роль второго плана» и «Лучший адаптированный сценарий». 
Актриса Хэтти Макдэниел, которая одержала победу в категории «Лучшая женская роль второго плана», стала первым чернокожим человеком, получившим премию «Оскар».

## Список лауреатов и номинантов
Количество наград/номинаций:
- 8/13: «Унесённые ветром»
- 2/7: «Дилижанс»
- 2/6: «Волшебник страны Оз»
- 1/11: «Мистер Смит едет в Вашингтон»
- 1/8: «Грозовой перевал»
- 1/7: «До свиданья, мистер Чипс»
- 1/6: «Пришли дожди»
- 1/1: «Когда наступит завтра», «Фри-соло», «Бао», «Кожа», «Точка. Конец предложения»
- 0/6: «Любовный роман»
- 0/5: «Частная жизнь Елизаветы и Эссекса»
- 0/4: «Ниночка», «О мышах и людях»
- 0/3: «Победить темноту», «Человек победы»

 • Лауреаты выделены отдельным цветом. 
| Категории                                                       | Лауреаты и номинанты                                                            | Лауреаты и номинанты                                                           |                                       |
| --------------------------------------------------------------- | ------------------------------------------------------------------------------- | ------------------------------------------------------------------------------ | ------------------------------------- |
| Лучший фильм                                                    | ★ «Унесённые ветром»                                                            | ★ «Унесённые ветром»                                                           |                                       |
| Лучший фильм                                                    | • «Волшебник страны Оз»                                                         |                                                                                |                                       |
| Лучший фильм                                                    | • «Грозовой перевал»                                                            |                                                                                |                                       |
| Лучший фильм                                                    | • «Дилижанс»                                                                    |                                                                                |                                       |
| Лучший фильм                                                    | • «До свиданья, мистер Чипс»                                                    |                                                                                |                                       |
| Лучший фильм                                                    | • «Любовный роман»                                                              |                                                                                |                                       |
| Лучший фильм                                                    | • «Мистер Смит едет в Вашингтон»                                                |                                                                                |                                       |
| Лучший фильм                                                    | • «Победить темноту»                                                            |                                                                                |                                       |
| Лучший фильм                                                    | • «О мышах и людях»                                                             |                                                                                |                                       |
| Лучший фильм                                                    | • «Ниночка»                                                                     |                                                                                |                                       |
| Лучший режиссёр                                                 |                                                                                 | ★ Виктор Флеминг — «Унесённые ветром»                                          | ★ Виктор Флеминг — «Унесённые ветром» |
| Лучший режиссёр                                                 | • Джон Форд — «Дилижанс»                                                        |                                                                                |                                       |
| Лучший режиссёр                                                 | • Сэм Вуд — «До свиданья, мистер Чипс»                                          |                                                                                |                                       |
| Лучший режиссёр                                                 | • Фрэнк Капра — «Мистер Смит едет в Вашингтон»                                  |                                                                                |                                       |
| Лучший режиссёр                                                 | • Уильям Уайлер — «Грозовой перевал»                                            |                                                                                |                                       |
| Лучший актёр                                                    |                                                                                 | ★ Роберт Донат — «До свиданья, мистер Чипс» (за роль мистера Чиппинга «Чипса») |                                       |
| Лучший актёр                                                    | • Кларк Гейбл — «Унесённые ветром»                                              |                                                                                |                                       |
| Лучший актёр                                                    | • Лоренс Оливье — «Грозовой перевал»                                            |                                                                                |                                       |
| Лучший актёр                                                    | • Микки Руни — «Дети в доспехах»                                                |                                                                                |                                       |
| Лучший актёр                                                    | • Джеймс Стюарт — «Мистер Смит едет в Вашингтон»                                |                                                                                |                                       |
| Лучшая актриса                                                  |                                                                                 | ★ Вивьен Ли — «Унесённые ветром» (за роль Скарлетт О’Хары)                     |                                       |
| Лучшая актриса                                                  | • Грета Гарбо — «Ниночка»                                                       |                                                                                |                                       |
| Лучшая актриса                                                  | • Грир Гарсон — «До свиданья, мистер Чипс»                                      |                                                                                |                                       |
| Лучшая актриса                                                  | • Ирен Данн — «Любовный роман»                                                  |                                                                                |                                       |
| Лучшая актриса                                                  | • Бетт Дейвис — «Победить темноту»                                              |                                                                                |                                       |
| Лучший актёр второго плана                                      |                                                                                 | ★ Томас Митчелл — «Дилижанс» (за роль доктора Брауна)                          |                                       |
| Лучший актёр второго плана                                      | • Брайан Ахерн — «Хуарес»                                                       |                                                                                |                                       |
| Лучший актёр второго плана                                      | • Гарри Кэри — «Мистер Смит едет в Вашингтон»                                   |                                                                                |                                       |
| Лучший актёр второго плана                                      | • Брайан Донлеви — «Красавчик Жест»                                             |                                                                                |                                       |
| Лучший актёр второго плана                                      | • Клод Рейнс — «Мистер Смит едет в Вашингтон»                                   |                                                                                |                                       |
| Лучшая актриса второго плана                                    |                                                                                 | ★ Хэтти Макдэниел — «Унесённые ветром» (за роль Мамми)                         |                                       |
| Лучшая актриса второго плана                                    | • Оливия де Хэвилленд — «Унесённые ветром»                                      |                                                                                |                                       |
| Лучшая актриса второго плана                                    | • Джеральдин Фицджеральд — «Грозовой перевал»                                   |                                                                                |                                       |
| Лучшая актриса второго плана                                    | • Эдна Мэй Оливер — «Барабаны долины Мохок»                                     |                                                                                |                                       |
| Лучшая актриса второго плана                                    | • Мария Успенская — «История любви»                                             |                                                                                |                                       |
| Лучший оригинальный сценарий                                    | ★ «Мистер Смит едет в Вашингтон» — Льюис Фостер                                 | ★ «Мистер Смит едет в Вашингтон» — Льюис Фостер                                |                                       |
| Лучший оригинальный сценарий                                    | • «Мать-одиночка» — Феликс Джексон                                              |                                                                                |                                       |
| Лучший оригинальный сценарий                                    | • «Любовный роман» — Лео Маккэри, Милдред Крам                                  |                                                                                |                                       |
| Лучший оригинальный сценарий                                    | • «Ниночка» — Мельхиор Ленгайел                                                 |                                                                                |                                       |
| Лучший оригинальный сценарий                                    | • «Молодой мистер Линкольн» — Ламар Тротти                                      |                                                                                |                                       |
| Лучший адаптированный сценарий (англ. Best Writing, Screenplay) | ★ «Унесённые ветром» — Сидни Ховард                                             | ★ «Унесённые ветром» — Сидни Ховард                                            |                                       |
| Лучший адаптированный сценарий (англ. Best Writing, Screenplay) | • «До свидания, мистер Чипс» — Роберт Седрик Шеррифф, Клодин Уэст, Эрик Машвитц |                                                                                |                                       |
| Лучший адаптированный сценарий (англ. Best Writing, Screenplay) | • «Мистер Смит едет в Вашингтон» — Сидни Бакмэн                                 |                                                                                |                                       |
| Лучший адаптированный сценарий (англ. Best Writing, Screenplay) | • «Ниночка» — Чарльз Брэккетт, Билли Уайлдер, Уолтер Райш                       |                                                                                |                                       |
| Лучший адаптированный сценарий (англ. Best Writing, Screenplay) | • «Грозовой перевал» — Чарльз МакАртур, Бен Хект                                |                                                                                |                                       |

### Лучшая работа художника-постановщика
- «Унесённые ветром» — Лайл Р. Уилер
  - «Красавчик Жест[англ.]» — Ханс Драйер, Роберт Оделл
  - «Любовный роман» — Ван Нест Полглас, Альфред Херман
  - «Волшебник страны Оз» — Седрик Гиббонс, Уильям А. Хорнинг
  - «Грозовой перевал» — Джеймс Бейзви
  - «Мистер Смит едет в Вашингтон» — Лайонел Бэнкс
  - «Частная жизнь Елизаветы и Эссекса» — Антон Грот
  - «Первый бал» — Джек Оттерсон, Мартин Обзина
  - «Пришли дожди» — Уильям С. Дарлинг, Джордж Дадли
  - «Дилижанс» — Александр Толубофф
  - «Captain Fury» — Чарльз Д. Холл
  - «Man of Conquest» — Джон Виктор Маккей

### Лучшая операторская работа
Чёрно-белый фильм
- «Грозовой перевал» — Грегг Толанд
  - «Пришли дожди» — Артур Ч. Миллер
  - «Дилижанс» — Берт Гленнон
  - «Хуарес» — Тони Гаудио
  - «Ганга Дин» — Джозеф Огуст
  - «Леди из тропиков» — Норберт Бродин
  - «Великий Виктор Герберт» — Виктор Мильнер
  - «Интермеццо» — Грегг Толанд
  - «Первый бал» — Джозеф Валентайн
  - «Только у ангелов есть крылья» — Джозеф Уокер

Цветной фильм
- «Унесённые ветром» — Эрнест Хэллер и Рэй Реннахан
  - «Частная жизнь Елизаветы и Эссекса» — У. Говард Грин и Сол Полито
  - «Барабаны долины Мохок» — Берт Гленнон и Рэй Реннахан
  - «Волшебник страны Оз» — Гарольд Россон
  - «Четыре пера» — Жорж Периналь и Осмонд Боррадейл
  - «The Mikado» — Бернард Ноулс и Уильям В. Сколл

### Лучший звук
«When Tomorrow Comes»
- - «Горбун Собора Парижской Богоматери»
  - «Унесённые ветром»
  - «До свиданья, мистер Чипс»
  - «Мистер Смит едет в Вашингтон»
  - «Пришли дожди»
  - «О мышах и людях»
  - «Частная жизнь Елизаветы и Эссекса»
  - «Великий Виктор Герберт»
  - «Балалайка»
  - «Man of Conquest»

### Лучшая оригинальная музыка к фильму
- «Волшебник страны Оз»
  - «Победить темноту»
  - «Унесённые ветром»
  - «Мистер Смит едет в Вашингтон»
  - «Пришли дожди»
  - «Грозовой перевал»
  - «О мышах и людях»
  - «Вечно ваш»
  - «Золотой мальчик»
  - «Путешествия Гулливера»
  - «Человек в железной маске»
  - «Горбун Собора Парижской Богоматери»
  - «Man of Conquest»
  - «Nurse Edith Cavell»

### Лучшая песня к фильму
- «Over the Rainbow» — «Волшебник страны Оз»
  - «Faithful Forever» — «Путешествия Гулливера»
  - «I Poured My Heart into a Song» — «Вторая скрипка»
  - «Wishing» — «История любви»

### Саундтрек
- «Дилижанс»
  - «Горбун Собора Парижской Богоматери»
  - «Частная жизнь Елизаветы и Эссекса»
  - «Мистер Смит едет в Вашингтон»
  - «О мышах и людях»
  - «Великий Виктор Герберт»
  - «Интермеццо»
  - «Красотки в доспехах»
  - «Первый бал»
  - «They Shall Have Music»
  - «Way Down South»
  - «She Married a Cop»
  - «Swanee River»

### Лучший монтаж
- «Унесённые ветром»
  - «До свиданья, мистер Чипс»
  - «Мистер Смит едет в Вашингтон»
  - «Пришли дожди»
  - «Дилижанс»

### Лучшие спецэффекты
- «Пришли дожди»
  - «Унесённые ветром»
  - «Только у ангелов есть крылья»
  - «Частная жизнь Елизаветы и Эссекса»
  - «Топпер»
  - «Юнион Пасифик»
  - «Волшебник страны Оз»

### Лучший анимационный короткометражный фильм
- «Ugly Duckling»
  - «Detouring America»
  - «Peace on Earth»
  - «The Pointer»

### Лучший короткометражный фильм
- «Busy Little Bears»
  - «Information Please»
  - «Prophet Without Honor»
  - «Sword Fishing»

### Лучший короткометражный фильм, снятый на две бобины
- «Sons of Liberty»
  - «Drunk Driving»
  - «Five Times Five»

### Молодёжная награда Академии
- Джуди Гарленд — за выдающуюся работу в молодёжном кино в течение предыдущего года

### Награда имени Ирвинга Тальберга
- Дэвид О. Селзник

### Награда за выдающиеся заслуги
- Дуглас Фэрбенкс — за выдающийся и уникальный вклад в развитие мирового кинематографа;
- The Technicolor Company — за вклад в развитие метода трёхцветового текниколора;
- Уильям Кэмерон Мензис — за выдающиеся достижения в использовании цвета («Унесённые ветром»);
- Motion Picture & Television Fund — за выдающиеся заслуги в киноиндустрии в течение предыдущего года.